# EMP-35
EMP (Erma Maschinenpistole), также известный как MPE (Maschinenpistole Erma) — пистолет — пулемёт, производившийся на заводе Erma и был основан на наработках Генриха Фольмера. Оружие выпускалось с 1931 по 1938 год, за это время было произведено примерно 10 000 экземпляров (в трех основных вариантах) и экспортировалось в Испанию, Мексику, Китай и Югославию, кроме того использовалось внутри страны формированиями СС. Автомат производился по лицензии в Испании арсеналом Ла-Корунья под обозначением M41 / 44.

## История
В 1925 году Генрих Фольмер начал конструировать собственное стрелковое оружие. Его ранние модели (VPG, VPGa, VPF и VMP1925) были довольно похожи на MP18. Вместе с тем, имелись и различия — так, VMP1925 имел переднюю рукоятку и питался из барабанного магазина на 25 патронов. VMP1925 был тайно протестирован рейхсвером, которому согласно Версальскому договору было запрещено иметь на вооружении пистолеты-пулемёты, наряду с конкурирующими проектами Schmeisser и Rheinmetall. Фольмеру было предоставлено секретное финансирование для продолжения разработки, что привело к созданию VMP1926, который в основном отличался от своего предшественника удалением кожуха охлаждения. Последующей развитием VMP1925 стал VMP1928, который был снаряжался коробчатым магазином на 32 патрона, размещённым с левой стороны. Финальной разработкой этой серии стал VMP1930. Как и у предыдущей модели, питание осуществлялось из примыкаемого слева магазина, кроме того, оружие использовало патентованную схему с возвратной пружиной, заключенной в телескопические направляющие трубки. Однако его компания Vollmer Werke произвела только около 400 таких изделий, и большинство из них было продано в Болгарию. В конце 1930 года рейхсвер прекратил финансовую поддержку Фольмера. Оказавшись в затруднительном финансовом положении, он продал права на все свои разработки компании Erma Werke.
Пистолет-пулемет, который Erma начала продавать в 1932 году под названиями EMP (Erma Maschinenpistole) или MPE (Maschinenpistole Erma), представлял собой тот же VMP1930, но с восстановленным кожухом. Хотя было несколько вариантов с различной длиной ствола и прицелами, сделанными в соответствии с требованиями заказчика, было изготовлено примерно три основных варианта:
- первый вариант: с длиной ствола 30 см, тангентным прицелом и креплением для штыка, по-видимому, предположительно закупавшиеся Болгарией или Югославией;
- второй вариант: MP34 или «стандартная модель», которая имела ствол 25 см и не имела крепления для штыка; прицел на автоматах данной модели различаются — некоторые были оснащены тангентными прицелами, у других — упрощенный перекидной L-образный;
- третий вариант: в основном конструктивно схож с предыдущими, но передняя рукоятка была заменена ложем с канавками для пальцев в стиле MP18.

В целом, по крайней мере 10 000 пистолетов-пулемётов на базе разработок Фольмера было изготовлено Erma. Они были приняты на вооружение СС в 1936 году, но также продавались в страны Южной Америки и в Испанию, где впоследствии были производились под обозначением M41 / 44.
Весной 1939 года после поражения в гражданской войне на территорию Франции отступили остатки сил республиканцев, где они были разоружены. Около 3250 изъятых EMP-35 оказались на французском складе в Клермон-Ферране. EMP-35 во французских документах обычно назывались «Эрма-Фольмер». Французы испытали оружие и решили принять его на вооружение. Предварительное руководство было напечатано на французском языке под названием «Provisoire sur le pistolet-mitrailleur Erma — Vollmer de 9mm», выпущенное 26 декабря 1939 года и обновленное 6 января 1940 года. Однако французы получили только около 1540 подходящих магазинов для ЕМР-35, поэтому только 700—800 автоматов было фактически передано французским войскам, главным образом, мобильной жандармерии. После того, как немцы завоевали Францию, некоторое количество EMP было передано Легиону французских добровольцев против большевизма, который в конечном итоге стал частью дивизии СС «Шарлемань». Эта дивизия была практически уничтожена в феврале 1945 года в Восточной Пруссии. Большое количество EMP-35 было найдены на местах боёв дивизии СС «Шарлемань»; на большинстве этих автоматов отсутствуют какие-либо немецкие военные маркировки или штампы. ЕМР-35, попавшие в руки немцев по французскому маршруту, получили обозначение (Fremdgerät) 740 (f).
Во Франкистской Испании EMP-35 выпускалась под патрон 9-мм Ларго. Они неофициально именовались как «subfusil [modelo] Coruña».

## Влияние
На базе EMP-35 фирма Erma разработала пистолет — пулемёт EMP 36. Это можно считать промежуточной моделью между EMP-35 и MP38. Хотя многие детали механизма были изменены по сравнению с ЕМР-35, он сохранил телескопическую направляющую трубку Фольмера в основном без изменений. Внешне наиболее очевидные различия заключаются в том, что магазин теперь крепился почти вертикально, так как он был слегка наклонен влево и вперед. Массивное деревянное ложе был заменено деревянной рамой и складным металлическим прикладом. Не совсем ясно, кто разработал EMP 36, хотя обычно называют имя Бертольда Гайпеля. По-видимому, особенности новой конструкции были результатом другого тайного контракта с немецкой армией.

## Пользователи
- Франция: Вооружённые силы времён Третьей Республики[6]
  - Вишисты (небольшое количество было передано Milice française)[7]
- Нацистская Германия
  - В том числе на вооружении «Бранденбург-800»[8]
- Мексика[9]
- Вторая Испанская Республика
- Югославия: трофейные образцы у красных партизан НОАЮ и югославских четников[10]